# Anders Karlsmark
Anders Edvard Karlsmark, född 28 maj 1958, är en svensk gitarrist, sångare, basist, kompositör och producent.
Anders Karlsmark föddes i Bromma och växte upp i Vällingby och i Vasastan i Stockholm. Musikintresset tändes när han i slutet på 1960-talet såg den amerikanske rockgitarristen Jimi Hendrix elda upp sin gitarr i tv. Han började spela akustisk gitarr redan som barn och som tonåring, i en tid då proggen florerade, lärde han sig musik genom att lyssna och härma och göra egna låtar och texter. Karlsmark startade sitt första band i fjärde klass, men det var först i högstadiet som han fick spela el-gitarr med bluesbandet ”Projekt”. Efter gymnasiet träffade han Björn Wallgren och kom med i hans band Kulan Band. När det splittrades blev Wallgren gitarrist i Karlsmarks nya band Commando M. Pigg.
Sommaren 1980 startade Anders Karlsmark och Svante Fregert Commando M. Pigg i det rivningsfärdiga hippiekollektivet Kulan på Götgatan i Stockholm. Karlsmark spelade bas och var kompositör/låtskrivare. Trummor, bas och en gitarr på rundgång. Snart kom Eva Sonesson som Karlsmark kände från deras helgjobb på SJ. 1982 kom Peter Puders från Lund och publiken blev större när andra plattan ”Mot stjärnorna” kom 1983. Commando M Pigg turnerade under dessa år i början av 1980-talet runt Skandinavien med ett växande rykte som ett explosivt liveband. Åren 1986–1990 släppte Commando tre engelska album och turnerade frekvent i Tyskland, Schweiz, England och USA. 1990 lades bandet i träda fram till 2005. Comeback-albumet När dom dumma har fest släpptes i april 2015.
Efter att Commando M. Pigg upplösts 1990 flyttade han till Göteborg där han bildade Submachines tillsammans med Per Dahlberg. Karlsmark blev kvar i Göteborg i sju år och gjorde sin första soloskiva ”Karlsmark” där 1994. Han hann med att spela i ett flertal konstellationer, bland annat med kultbandet KMFLR, innan han flyttade tillbaka till Stockholm 1998. Efter att alltid varit innerstadsbo flyttade Karlsmark ut i skogen vid Huddinge, byggde en inspelningsstudio och startade skivbolaget Ögla. Han spelade in och producerade det andra soloalbumet ”Gonnabyeme” på det egna bolaget 2005. 
Karlsmark medverkade 2011 som gästartist på albumet Tre gånger noll med Norrlandsbandet Konkurs. 2012 bildade Karlsmark det experimentella goth-bandet defiXions tillsammans med Maya de Vesque. defiXions debutalbum släpptes 2012 och samma år bildades Ögla kulturförening. Efter fem års verksamhet var Ögla en betydande förening i Huddinges kulturliv, där Karlsmark som ordförande belönades med Huddinges stora kulturpris 2017. 
Den 20 april 2018 släppte Karlsmark sin första singel på svenska, "Den sista goda människan", med text av Måns Edwall. Den 9 november 2018 var det dags för nästa singel på svenska, "Kollar på distans". Den 6 augusti 2021 släppte Karlsmark en tredje singel på svenska tillsammans med en video, "Eget rum". Dessa tre singlar, tillsammans med ytterligare fyra låtar, släpptes den 1 april 2022 i albumet Den sista goda människan.
Karlsmark har en ganska stor roll i den dansk-svenska filmen Sverige är fantastiskt 2014. Han spelar rollen som Johnny, en ganska misslyckad figur med stora drömmar om att tillverka ekologiskt antidepressivörtmedicin. Andra affischnamn är Björn Kjellman och Lia Boysen. 2017 medverkade han i SVT:s serie Eran som handlar om den svenska punkens historia.